# Željava
Željava je naselje u Hrvatskoj na samoj granici Hrvatske i Bosne i Hercegovine u blizini Bihaća, u općini Plitvička Jezera. 

## Stanovništvo
- 2001. – 51
- 1991. – 150 (Srbi – 125, Hrvati – 12, Jugoslaveni – 4, ostali – 9)
- 1981. – 175 (Srbi – 141, Jugoslaveni – 18, Hrvati – 15, ostali – 1)
- 1971. – 245 (Srbi – 209, Hrvati – 31, ostali – 5)

| broj stanovnika | 69    |       | 792   | 876   | 951   | 876   | 838   | 853   | 374   | 382   | 455   | 245   | 175   | 150   | 51    | 38    | 22    |
|                 | 1857. | 1869. | 1880. | 1890. | 1900. | 1910. | 1921. | 1931. | 1948. | 1953. | 1961. | 1971. | 1981. | 1991. | 2001. | 2011. | 2021. |

### Tvrtke
Pilana Vicković za preradu drva, u vlasništvu Mile i Marjana Vickovića. Među prvima povratnicima u Željavu, te obnova postojeće proizvodnje.

## Zračna luka Željava
Naselje je poznato po nekadašnjoj vojnoj zrakoplovnoj bazi i vojarni JNA. Lokacija je izabrana nakon opsežnih studija pri čemu se vodilo najviše računa o njegovom geostrateškom značaju. Osnovni zahtjev je bio da se mora nalaziti unutar geostrateške osnovice; dovoljno daleko u dubini teritorija koji se može dugotrajno i uspješno braniti. Podzemni objekti su građeni za potrebe klasičnog i nuklearnog ratovanja, kako bi mogli izdržati izravan udar nuklearnog oružja od oko 20 kt. Baza je građena do 1968. godine kada je ubrzano, zbog češke krize, puštena u rad. 

## Vanjske poveznice
- Satelitska snimka  Arhivirana inačica izvorne stranice od 13. ožujka 2021. (Wayback Machine)